# Swan City Titans
Gli Swan City Titans sono una squadra di football americano di Stratton, sobborgo della Città di Swan a Perth, in Australia, fondata nel 2017.

## Dettaglio stagioni

### Tornei locali

#### Gridiron West League
| Stagione | regular season | regular season | regular season | regular season | regular season | regular season | playoff | playoff | playoff | playoff | playoff | playoff   | playoff           |
|          | Vin            | Par            | Per            | Tot            | PF             | PS             | Vin     | Per     | Tot     | PF      | PS      | risultato | avversaria        |
| -------- | -------------- | -------------- | -------------- | -------------- | -------------- | -------------- | ------- | ------- | ------- | ------- | ------- | --------- | ----------------- |
| 2020-21  | 9              | 1              | 2              | 12             | 323            | 80             | 2       | 0       | 2       | 48      | 20      | Campioni  | Rockingham Vipers |
| Totale   | 9              | 1              | 2              | 12             | 323            | 80             | 2       | 0       | 2       | 48      | 20      |           |                   |

Fonti: Enciclopedia del Football - A cura di Roberto Mezzetti

#### Gridiron West Women's League
| Stagione | regular season | regular season | regular season | regular season | regular season | regular season | playoff | playoff | playoff | playoff | playoff | playoff   | playoff    |
|          | Vin            | Par            | Per            | Tot            | PF             | PS             | Vin     | Per     | Tot     | PF      | PS      | risultato | avversaria |
| -------- | -------------- | -------------- | -------------- | -------------- | -------------- | -------------- | ------- | ------- | ------- | ------- | ------- | --------- | ---------- |
| 2019-20  | 1              | 0              | 9              | 10             | 36             | 332            | -       | -       | -       | -       | -       | -         | -          |
| 2020-21  | 0              | 1              | 7              | 8              | 36             | 291            | -       | -       | -       | -       | -       | -         | -          |
| Totale   | 1              | 1              | 16             | 18             | 72             | 623            | -       | -       | -       | -       | -       |           |            |

Fonti: Enciclopedia del Football - A cura di Roberto Mezzetti

### Riepilogo fasi finali disputate
| Anno             | Luogo            | Evento | Fase del torneo | Incontro                             | Risultato |
| 27 febbraio 2021 | Città di Vincent | GWL    | West Bowl       | Rockingham Vipers - Swan City Titans | 12 - 36   |

## Palmarès
- 2 West Bowl (2018-19, 2020-21)